# Lijst van partijvoorzitters van de PvdA

Logo van de Partij van de Arbeid

Dit is een lijst van partijvoorzitters van de Partij van de Arbeid sinds de oprichting van de partij in 1946.

## Partijvoorzitters
| Partijvoorzitter                     | Partijvoorzitter                           | Termijn                                           |
| ------------------------------------ | ------------------------------------------ | ------------------------------------------------- |
| M. (Marinus) van der Goes van Naters | J.J. (Koos) Vorrink (1891–1955)            | 9 februari 1946 – 23 februari 1955                |
| H. (Hein) Vos                        | ir. H. (Hein) Vos (1903–1972)              | 5 juni 1953 – 23 februari 1955                    |
| E.A. (Evert) Vermeer                 | E.A. (Evert) Vermeer (1910–1960)           | 23 februari 1955 – 30 mei 1960                    |
| H. (Hein) Vos                        | ir. H. (Hein) Vos (1903–1972)              | 30 mei 1960 – 24 maart 1961                       |
| J.G. (Ko) Suurhoff                   | J.G. (Ko) Suurhoff (1905–1967)             | 24 maart 1961 – 14 april 1965                     |
| J.G.H. (Sjeng) Tans                  | dr. J.G.H. (Sjeng) Tans (1912–1993)        | 12 juni 1965 – 7 maart 1969                       |
| A. (Anne) Vondeling                  | dr.ir. A. (Anne) Vondeling (1916–1979)     | 7 maart 1969 – 1 mei 1971                         |
| A.A. (André) van der Louw            | A.A. (André) van der Louw (1933–2005)      | 1 mei 1971 – 16 november 1974                     |
| C. (Ien) van den Heuvel              | C. (Ien) van den Heuvel (1927–2010)        | 16 november 1974 – 26 april 1979                  |
| M.J. (Max) van den Berg              | drs. M.J. (Max) van den Berg (1946)        | 26 april 1979 – 1 augustus 1986                   |
| C. (Stan) Poppe                      | drs. C. (Stan) Poppe (1924–2000)           | 1 augustus 1986 – 2 april 1987                    |
| M. (Marjanne) Sint                   | drs. M. (Marjanne) Sint (1949)             | 2 april 1987 – 1 augustus 1991                    |
| F.W.C. (Frits) Castricum             | F.W.C. (Frits) Castricum (1947–2011)       | 1 augustus 1991 – 13 maart 1992                   |
| F. (Felix) Rottenberg                | F. (Felix) Rottenberg (1957)               | 13 maart 1992 – 15 februari 1997 (co-voorzitters) |
| R.L. (Ruud) Vreeman                  | dr. R.L. (Ruud) Vreeman (1947)             | 13 maart 1992 – 15 februari 1997 (co-voorzitters) |
| K.Y.I.J. (Karin) Adelmund            | drs. K.Y.I.J. (Karin) Adelmund (1949–2005) | 15 februari 1997 – 3 augustus 1998                |
| R.L. (Ruud) Vreeman                  | dr. R.L. (Ruud) Vreeman (1947)             | 3 augustus 1998 – 20 februari 1999                |
|                                      | M.A. (Marijke) van Hees (1961)             | 20 februari 1999 – 5 september 2000               |
| M.I. (Mariëtte) Hamer                | drs. M.I. (Mariëtte) Hamer (1958)          | 5 september 2000 – 16 maart 2001                  |
| R.A. (Ruud) Koole                    | dr. R.A. (Ruud) Koole (1953)               | 16 maart 2001 – 9 december 2005                   |
| M.F. (Michiel) van Hulten            | M.F. (Michiel) van Hulten BSc MSc (1969)   | 9 december 2005 – 25 april 2007                   |
| R.A. (Ruud) Koole                    | dr. R.A. (Ruud) Koole (1953)               | 25 april 2007 – 6 oktober 2007                    |
| E.M.J. (Lilianne) Ploumen            | drs. E.M.J. (Lilianne) Ploumen (1962)      | 6 oktober 2007 – 22 januari 2012                  |
| J.L. (Hans) Spekman                  | J.L. (Hans) Spekman (1966)                 | 22 januari 2012 – 7 oktober 2017                  |
| N. (Nelleke) Vedelaar                | drs. N. (Nelleke) Vedelaar (1977)          | 7 oktober 2017 – 1 oktober 2021                   |
| E.M. (Esther-Mirjam) Sent            | dr. E.M. (Esther- Mirjam) Sent (1967)      | 1 oktober 2021 – heden                            |

CDA · ChristenUnie · D66 · GroenLinks · PPR · PSP · PvdA · PvdD · SGP · VVD